# NGC 3637
NGC 3637 este o galaxie lenticulară situată în constelația Cupa. A fost descoperită în 4 martie 1786 de către William Herschel. Se află la o distanță de 21,38 de megaparseci de Pământ.